# Parque Estatal Lagos de Tepeyahualco y Guadalupe Victoria
El Parque Estatal Lagos de Tepeyahualco y Guadalupe Victoria (abreviado como PELTGV) es un área natural protegida localizada al oriente del estado de Puebla, en México. El parque fue consolidado en 2018 y se propone realizar labores de conservación y educación ambiental en la región de los Llanos de San Juan, una zona de alto endemismo vegetal y microendemismo animal.
El parque incluye una serie de lagos endorreicos, malpaíses y cerros, entre los que destacan la laguna de Alchichica, el sitio arqueológico de Cantona y una porción de las Derrumbadas. El área se seleccionó por considerarse representativa de la riqueza biogeográfica, ecológica, cultural y paisajística de la región, así como para proteger los recursos naturales en una zona propensa a la sobreexplotación de acuíferos y de canteras.

## Geografía
El PELTGV se ubica políticamente en los municipios que le dan nombre: Tepeyahualco y Guadalupe Victoria. Estos forman parte de la depresión conocida como los Llanos de San Juan o la Cuenca de Oriental (o Valle de Perote, referido a su extremo este en el estado de Veracruz). Se trata de un altiplano endorreico de clima estepario, localizado a la sombra orográfica de la Sierra Madre Oriental, en el límite del altiplano central de México. Algunos de los accidentes geográficos incluidos en el polígono del parque son los siguientes (de norte a sur):
- el derrame volcánico de Los Humeros (en su porción correspondiente al estado de Puebla);
- los cerros que rodean la cabecera municipal de Tepeyahualco, incluyendo el cerro Pizarro;
- la laguna intermitente de El Salado;
- los maares de Alchichica, Las Minas, Quechulac y Atexcac;
- el cerro de las Culebras y el cerro Pinto (excluyendo sus porciones correspondientes al municipio de Oriental);
- la sierra de las Derrumbadas (excluyendo sus porciones correspondientes al municipio de San Nicolás Buenos Aires).

Propiamente, los cuatro lagos de cráter (llamados 'axalapascos' localmente) se consideran como la «zona núcleo» del parque. Estos abarcan una superficie de 417.68 hectáreas sujeta a una protección ambiental más estricta. Por otro lado, las zonas terrestres del parque, que con sus 37,766.01 hectáreas suponen casi el 99% de su superficie total, se consideran su «zona de amortiguamiento», donde se permiten el asentamiento humano y las actividades económicas-productivas (por ejemplo, la agricultura) dentro de ciertos parámetros.

## Biodiversidad
En el PELTGV tienen presencia cinco ecosistemas según su definición en México: bosque de pino, bosque de pino-encino, bosque de táscate, matorral xerófilo y pastizal halófilo. La geografía de la región ha dado paso a una gran cantidad de especies endémicas: en particular, de animales acuáticos microendémicos cuya distribución se limita a alguno de los lagos de cráter; así como de hierbas y arbustos adaptados al clima y al suelo de la región.
Entre estas especies se cuentan:
- Poblana, género de charales (peces dulceacuícolas): P. alchichica, endémica de la laguna de Alchichica; P. letholepis, endémica de Las Minas; P. squamata, endémica de Quechulac.[3]
- Ambystoma, género norteamericano de salamandras neoténicas: A. taylori, endémica de la laguna de Alchichica; A. velasci, nativa de los lagos de la meseta central de México y con presencia en los lagos de Quechulac, Las Minas y Atexcac.[4]
- Caecidotea williamsi, especie de crustáceo isópodo, endémica de la laguna de Alchichica.[5]
- Xerospermophilus perotensis, especie de ardilla terrestre, endémica del valle de Perote.[6]
- Cratogeomys fulvescens, especie de tuza endémica de la Cuenca de Oriental.[7]
- Sceloporus megalepidurus, especie de lagartija espinosa nativa de una delgada franja al oeste de la Sierra Madre Oriental, en regiones áridas de los estados de Hidalgo, Oaxaca, Puebla, Tlaxcala y Veracruz.[8]
- Echeveria (Crassulaceae): E. amoena, E. heterosepala, E. rubromarginata, E. subalpina.[9]
- Astragalus (Fabaceae): A. helleri.
- Berberis (Berberidaceae): B. trifolia.
- Hechtia (Bromeliaceae): H. perotensis, H. roseana.
- Mammillaria (Cactaceae): M. discolor ochoterenae, M. haageana, M. magnimamma.
- Salvia (Lamiaceae): S. oaxacana, S. thymoides,[10] entre otras de distribución más amplia.
- Tagetes (Asteraceae): T. linifolia, T. coronopifolia, entre otras de distribución más amplia.[11]